# Antonio Fazio
Antonio Fazio (Alvito, 11 ottobre 1936) è un economista italiano, governatore della Banca d'Italia dal 1993 al 2005. È stato l'ultimo reggente della banca centrale italiana con nomina vitalizia: dopo che fu costretto a dimettersi in quanto coinvolto in questioni giudiziarie, la carica venne infatti ridotta a un mandato di 6 anni, rinnovabile solo per una volta.

## Vita privata
È sposato dal 1978 con Maria Cristina Rosati e ha cinque figli. La penultima di nome Maria Chiara, che è nata nel 1982 e che all’età di 23 anni si apprestava a prendere i voti come suora tra i Legionari di Cristo, da vice presidente di Noi Moderati alle elezioni europee del 2024 è candidata nella circoscrizione centrale nella lista unitaria con Forza Italia.

## Studi e carriera
Dopo essersi diplomato come geometra, si laureò in economia e commercio a Roma nel 1960 con una tesi sui rapporti tra evoluzione demografica e sviluppo economico, vince subito una borsa di studio per specializzazione presso il servizio studi della Banca d'Italia, dove lavora anche come docente.
Dal 1962 segue corsi di specializzazione in macroeconomia e in teoria dello sviluppo economico e monetario presso il Massachusetts Institute of Technology, sotto la guida del premio Nobel Franco Modigliani.
Nel 1963, torna in Banca d'Italia come esperto all'ufficio ricerche econometriche, dove collabora nella messa a punto del primo modello econometrico (M1BI); nel 1966 viene assunto di ruolo presso l'istituto.
La sua carriera prosegue: diventa capo dell'ufficio ricerche econometriche e poi dell'ufficio mercato monetario del servizio studi. Nel 1972 viene nominato vicedirettore del servizio studi, l'anno seguente ne diventa prima direttore e poi capo. Nel 1976 assume il grado di condirettore centrale dell'Istituto di emissione, continuando a dirigere il servizio studi sino al dicembre 1979. Nel 1980 viene nominato direttore centrale, fino al 1982, in cui viene nominato vicedirettore generale.
Nel 1993, allorché Carlo Azeglio Ciampi presenta le dimissioni (essendo stato nominato Presidente del Consiglio dei ministri), Fazio gli succede nelle cariche di governatore della Banca d'Italia e presidente dell'Ufficio Italiano Cambi.

## Operato da governatore

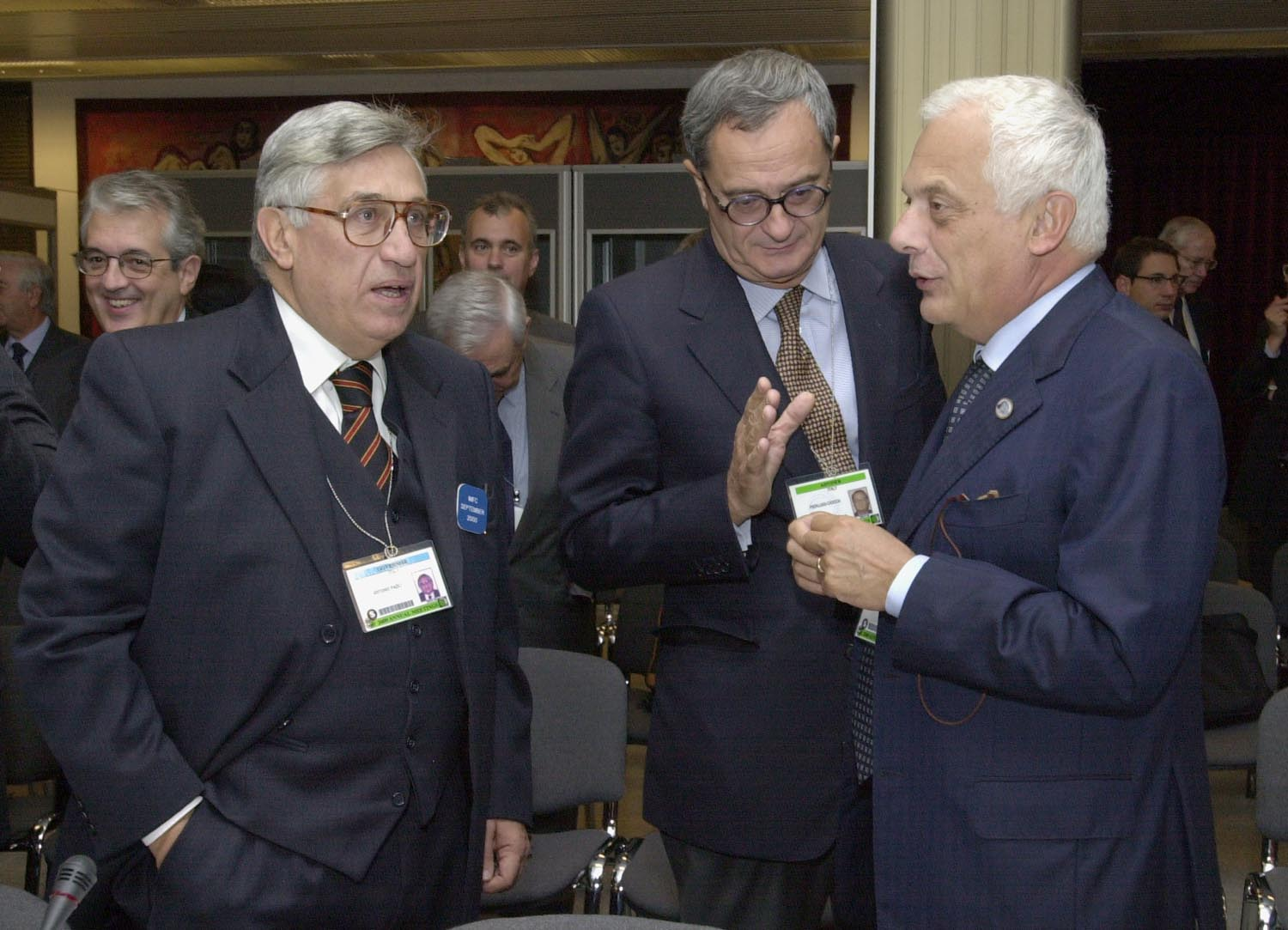
Antonio Fazio con Pierluigi Ciocca e Vincenzo Visco nel settembre 2000, alla conferenza di Praga dell'FMI

La tappa più significativa del suo mandato come governatore è sicuramente quella del passaggio dalla lira italiana all'euro, avvenuto tra il 1º gennaio 1999 e il 1º marzo 2002.  In ragione di ciò, egli è stato l'ultimo governatore ad apporre la propria firma sulle banconote in lire. Tuttavia, sebbene  sia riconosciuto come uno dei principali fautori in Italia della stabilità economica necessaria per il passaggio all'unione monetaria, Fazio non ha mai nascosto le proprie perplessità riguardo alla capacità del nostro sistema economico di competere sul piano della produttività e del costo del lavoro, come aveva già dimostrato l'esperienza dello SME, paventando un lento ma costante e pericoloso 'bradisismo' della crescita economica rispetto agli altri Paesi.
Nel 2001, in occasione della consueta lettura delle considerazioni finali del 31 maggio, appoggia le scelte economiche del futuro governo Berlusconi, parlando di un possibile nuovo miracolo economico. I rapporti con il Ministro dell'economia e delle finanze Giulio Tremonti si incrinano a seguito di una pubblica contestazione del governatore di alcuni punti della manovra finanziaria varata nel 2003. Il disaccordo tra governo e governatore culmina con il caso Parmalat a cavallo tra il 2003 e il 2004, in cui il governatore e ministro si trovano nuovamente in disaccordo aperto. La vicenda si concluse con le dimissioni di Giulio Tremonti dal governo e la riappacificazione del Governatore con il Parlamento Italiano.
Nel frattempo i rapporti tra Fazio e il mondo sindacale si erano deteriorati, a causa della decisione del Governatore (nel 2003) di mantenere in servizio, in violazione degli accordi sindacali vigenti, tre alti funzionari della Banca centrale che avevano ormai raggiunto l'età del pensionamento per vecchiaia, tra i quali il capo della Vigilanza, che stava seguendo alcuni dossier molto delicati; tale decisione venne poi ritenuta illegittima dal Tribunale di Roma.
La sua firma compare sulle banconote della Banca d'Italia da 1.000, 2.000, 5.000, 10.000, 50.000, 100.000 e 500.000 lire.

## Procedimenti giudiziari
Nel luglio 2005 il quotidiano Il Giornale pubblica alcune intercettazioni telefoniche, che evidenziano potenzialmente una condotta impropria da parte di Fazio riguardo l'approvazione della Banca d'Italia all'offerta pubblica d'acquisto da parte di Banca Popolare di Lodi (poi divenuta Banca Popolare Italiana) su Banca Antonveneta, "sopravanzando" l'analoga richiesta formulata poco prima dall'istituto olandese ABN AMRO. L'operazione (considerata non legittima da Claudio Clemente e Giovanni Castaldi, all'epoca capi dei Servizi dell'Area Vigilanza della banca centrale italiana) sarebbe stata avallata dal governatore in ragione dei rapporti informali da lui intrattenuti con vari imprenditori e politici. L'inchiesta che ne scaturì (e in particolare le rivelazioni del banchiere Giampiero Fiorani, all'epoca a capo della BPL/BPI) fece montare la pressione dell'opinione pubblica e di parte del mondo politico su Antonio Fazio, che infine rassegnò le proprie dimissioni il 19 dicembre 2005.
La vicenda portò successivamente alla promulgazione, mediante l'articolo 19 della legge 262/2005, di una riforma della carica di governatore della Banca d'Italia, la quale da vitalizia che era passò ad avere una durata di 6 anni, con mandato rinnovabile una sola volta.
Il 28 maggio 2011 Fazio è stato condannato dai giudici della seconda sezione penale del Tribunale di Milano a 4 anni di reclusione e un milione e mezzo di euro di multa per aggiotaggio nel processo sulla tentata scalata ad Antonveneta da parte della Banca Popolare di Lodi; dopo una riduzione della pena in appello da 4 anni a 2 anni e mezzo di reclusione, la condanna è stata confermata in via definitiva dalla Corte di cassazione il 28 novembre 2012.
Il 31 ottobre 2011 Fazio è stato condannato dalla prima sezione del Tribunale di Milano a 3 anni e 6 mesi di reclusione e a una multa di 1 milione di euro per insider trading ed ostacolo alle funzioni di vigilanza nel processo sulla tentata scalata di Unipol alla Banca Nazionale del Lavoro; nello stesso processo, sono stati condannati anche Giovanni Consorte e Francesco Gaetano Caltagirone. Il 31 maggio 2012 la Corte d'appello di Milano ha annullato la condanna inflittagli in primo grado e lo ha assolto assieme a molti altri imputati. Successivamente, la Cassazione ha annullato la sentenza di secondo grado, ordinando la ripetizione del processo davanti ad altra sezione della Corte d'Appello di Milano; tuttavia, la vicenda è destinata a risolversi in un nulla di fatto, giacché a dicembre 2012 è maturata la prescrizione. 

Nel dicembre 2013 la Corte d'Appello assolve Fazio in quanto "il fatto non sussiste". Il 6 maggio 2015 la Cassazione conferma la sentenza di assoluzione mettendo la parola fine alla vicenda.